# Cyril Newall
Cyril Newall, född den 15 februari 1886 i Indien, död den 30 november 1963, var en brittisk flygmarskalk. Newall hade den högsta militära befattningen inom Royal Air Force (RAF) 1937–1940 och var Nya Zeelands generalguvernör 1941–1946.

## Biografi
Newall utbildades till officer vid Royal Military Academy Sandhurst och tjänstgjorde i Indien med sitt regemente inom brittiska armén. Efter flygutbildning gick han in i Royal Flying Corps och var en skicklig administratör I Frankrike under första världskriget samt förde befäl över en utbildningsflottilj. 1930 befordrades han till Air Vice Marshal (motsvarande generallöjtnant). Han var biträdande chef för RAF mellan 1926 och 1931 och blev chef för RAF i Mellanöstern år 1935, med placering i Kairo. 1935 adlades han. 1937 blev han flygstabschef med graden Air Chief Marshal, som efterträdare till Edward Ellington. Han utsågs till marskalk i flygvapnet den 4 oktober 1940 men han avgick bara tre veckor senare som chef för RAF och ersattes av Charles Portal. En bidragande anledning var en konflikt med flygproduktionsministern Max Aitken.
Newall anses ha varit en av de huvudansvariga till att jaktplan i RAF inte förflyttades till Frankrike under slaget om Frankrike eftersom han starkt motsatte sig detta, en handling som ledde till att de avsedda jaktplanen kunde användas i det framtida slaget om Storbritannien.
Newall var Nya Zeelands generalguvernör mellan den 22 februari 1941 och 6 juni 1946. År 1946 upphöjdes han till Baron Newall och han fick en rad utmärkelser efter sin avgång 1946 och fram till sin död 1963.

## Utmärkelser
- Officer av Hederslegionen
- Officer av Leopoldorden
- Officer av Italienska kronorden
- Albertmedaljen för livräddning
- Riddare med storkors av Sankt Mikaels och Sankt Georgsorden
- Riddare med storkors av Bathorden
- Kommendör av 2 klass av Brittiska imperieorden
- Förtjänstorden

[Redigera Wikidata]